# Ессекс (графство, Онтаріо)
Ессекс графство (англ. Essex County) — графство у провінції Онтаріо, Канада. Округ є переписним районом та адміністративною одиницею провінції. Місто Віндзор визначається як окремий муніципалітет, проте у складі переписного району Ессекс.

## Географія
Графство Ессекс знаходиться на крайньому південному заході канадської провінції Онтаріо. Межує з США, розташована між озерами Ері і Сент-Клер. Адміністративний центр — Ессекс. Площа графства, названого на честь історичного графства в південній Англії, становить 1851,34 км². При чисельності населення в 393 042 чоловік щільність його дорівнює 212,5 чол./км².
У графстві Ессекс розташовані такі міста і громади: 
- Амгерстбурґ[en]
- Лімінґтон[en]
- Ессекс
- Лейкшор
- Кінгсвіль
- Ла-Саль
- Текумсе
- Пеле

Місто Віндзор, географічно входить в графство Ессекс, адміністративно йому не підпорядковується.

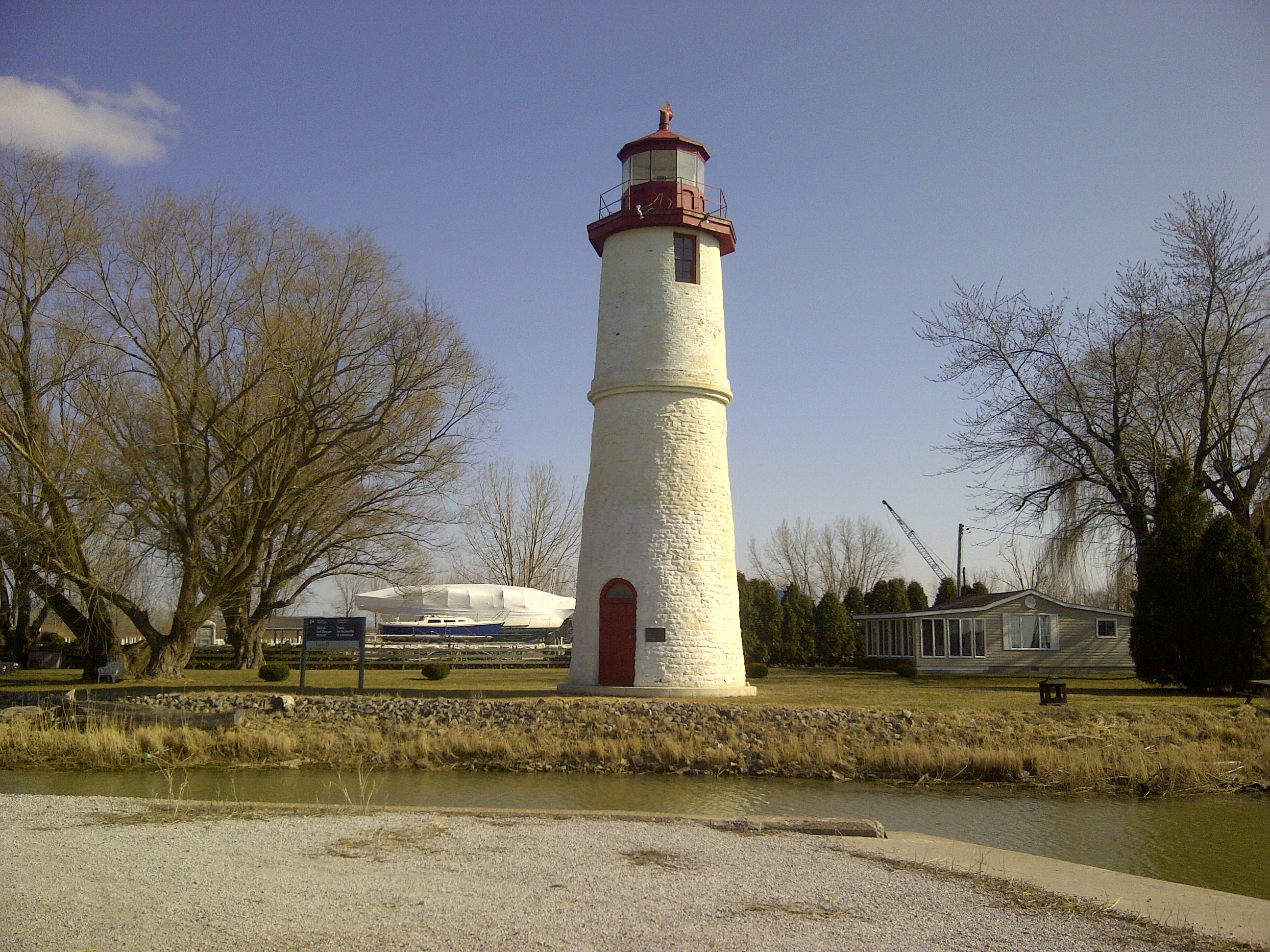
Маяк Томас-Рівер, в графстві Ессекс, Онтаріо, побудували в 1818 році.

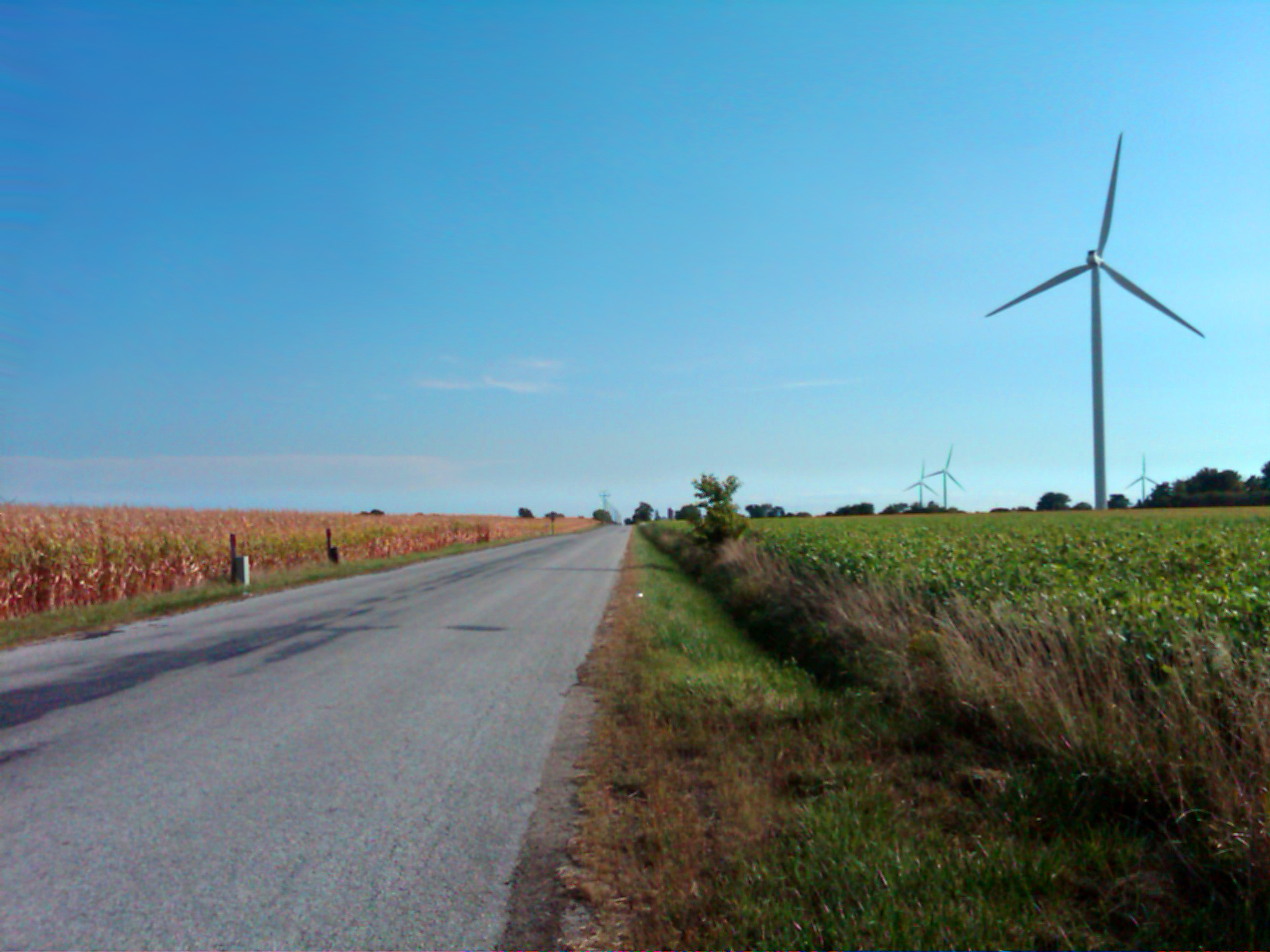
Вітряк в графстві Ессекс

## Вебсайт
- Офіційний сайт графства Ессекс (Онтаріо) [Архівовано 4 вересня 2019 у Wayback Machine.]